# Saint-Michel-et-Chanveaux
Pour les articles homonymes, voir Saint-Michel.
Saint-Michel-et-Chanveaux est une ancienne commune française, située dans le département de Maine-et-Loire en région Pays de la Loire.
Lieu de passage ou d'habitation de population dès l'époque préhistorique, la commune de Saint-Michel-et-Chanveaux résulte de la réunion de deux paroisses d'Ancien Régime: Saint-Michel-du-Bois et Chanveaux, en 1790. Ancienne châtellenie d'Anjou face au duché de Bretagne, haut-lieu de la chouannerie, la commune voit le combat entre chouans et républicains. Au XIXe siècle et au XXe, elle va subir un important exode rural. Ses principales activités économiques sont l'agriculture et l'élevage.
Depuis le 15 décembre 2016, le territoire appartient à la commune d'Ombrée d'Anjou.

## Géographie

### Localisation
La commune est située dans le Haut-Anjou, à environ 9 km de Pouancé, le chef-lieu de canton, et environ 25 km de Segré, la sous-préfecture.

### Topographie, géologie, relief
Saint-Michel-et-Chanveaux fait partie de l'unité paysagère du Segréen, et plus particulièrement de la sous-unité paysagère du Pouancéen, qui se caractérise par un paysage vallonné, aux ondulations orientées d'est en ouest où le maillage bocager tend à se densifier au fur et à mesure que l'on descend dans les vallons. Sur le plan géologique, la commune se trouve sur un terrain schisteux, de formation silurienne provenant du massif armoricain, ainsi que quelques faluns recelant un grand nombre de fossiles.
Partant de 76 mètres d'altitude vers « Pierrefrite », le terrain descend vers le sud jusqu'au ruisseau de la Nymphe, qui coule à moins de 50 mètres. Le terrain s'élèvent progressivement vers le sud, le bourg de Saint-Michel se trouvant à 58 mètres, et celui de Chanveaux à 96 mètres.

### Climat
La région du Haut-Anjou est caractéristique de la «douceur angevine». Le climat du Maine-et-Loire étant un climat de transition entre le climat océanique de la côte atlantique et le climat continental de la Touraine, les hivers y sont doux et les étés agréables. À l'arrivée des perturbations venant de l'océan, le Haut-Anjou et Saint-Michel-et-Chanveaux sont en première ligne. Le nombre de jours avec précipitations y oscille entre 140 et 150 par an.

### Hydrographie
Du sud-ouest au nord-est, la commune est traversée par le ruisseau de la Nymphe, qui se jette dans la Verzée à Noëllet. Elle est rejointe par les ruisseaux du Pourry, de la Hachetaie et du Merdereau, qui forme la frontière nord. Le ruisseau du Pihambert, qui rejoint aussi la Nymphe, forme la frontière est. On y trouve plusieurs étangs, le plus important étant celui de Maubusson, au sud, près de Chanveaux, qui couvre 35 hectares.

## Toponymie
La dénomination du nom de la commune vient de la réunion des deux paroisses de Saint-Michel-du-Bois et Chanveaux en 1790.

## Histoire

### Préhistoire et antiquité
On trouve sur la commune la présence d'un menhir (menhir de Pierrefritte), vestige d'une occupation néolithique. C'est le troisième plus haut menhir de Maine-et-Loire. On y a également trouvé 7 haches en pierre, et de nombreux microlithes.

### Moyen Âge
Saint-Michel-du-Bois formait une des plus anciennes châtellenies de l'Anjou. Un château y est construit, probablement assiégé par les Anglais en 1422 et ruinés pendant la guerre franco-bretonne

### Ancien Régime et Révolution
À l'époque de la Révolution française (1789), le seigneur du pays était Louis Marie Eugène de Ghaisne de Bourmont, père du futur maréchal de France, Louis Auguste Victor de Ghaisne, comte de Bourmont. Ce dernier, après la prise d'Alger de 1830 et refusant de servir Louis-Philippe, part en Italie après avoir vendu à la famille de la Rochefoucauld ses possessions de Saint-Michel et de Chanveaux.
René-Aubin Lemonnier de la Foucheraie était curé de Saint-Michel-du-Bois à la Révolution, il avait été nommé à Saint-Michel en septembre 1777. Ayant refusé de prêter le serment, il fut emprisonné au séminaire. Lorsque les prêtres furent déportés en Espagne, il alla s'embarquer à Nantes. Mais avant l'embarquement en septembre 1792, il tomba malade et fut enfermé le 20 septembre aux Carmélites à Nantes. Il subit le sort des prêtres nantais et périt noyé avec les autres vieux prêtres, à Nantes, le 16 novembre 1793.
Le 31 août 1794, Républicains et Royalistes y livrèrent un combat : un corps de 360 soldats républicains sous les ordres de l'adjudant - général Decaen affronta 500 chouans armés de fusils et 300 paysans avec des fourches et faux renversées, commandées par Sarazin qui fut tué sur la chaussée de l'étang.

## Politique et administration

### Administration actuelle
Depuis le 15 décembre 2016, Saint-Michel-et-Chanveaux constitue une commune déléguée au sein de la commune nouvelle d'Ombrée d'Anjou et dispose d'un maire délégué.
| Période                                  | Période  | Identité        | Étiquette | Qualité |
| ---------------------------------------- | -------- | --------------- | --------- | ------- |
| décembre 2016                            | mai 2020 | Marie-Jo Hamard |           |         |
| mai 2020                                 | en cours | Pierre Aillerie |           |         |
| Les données manquantes sont à compléter. |          |                 |           |         |

### Administration ancienne
Saint-Michel-et-Chanveaux est située dans le canton de Pouancé, arrondissement de Segré, dans le département de Maine-et-Loire. La commune comptant moins de 500 habitants, son conseil municipal est constitué de 11 élus.
| Période | Période       | Identité                              | Étiquette | Qualité                                                                           |
| ------- | ------------- | ------------------------------------- | --------- | --------------------------------------------------------------------------------- |
| 1792    | 1794          | Jacques Honoré Armaron                | N/A       | Officier d'État Civil                                                             |
| 1794    | 1797          | Jacques Honoré Armaron                | N/A       |                                                                                   |
| 1997    | 1797          | Julien Jallot                         | N/A       | Agent municipal de la commune                                                     |
| 1797    | 1799          | Jean Poullain                         | N/A       | Agent municipal de la commune                                                     |
| 1799    | 1800          | Joseph Le Monnier                     | N/A       | Agent municipal de la commune                                                     |
| 1800    | 1801          | Jean Poullain                         | N/A       | Agent municipal de la commune                                                     |
| 1801    | 1804          | Jean Pierre-Ambroise Poupard-Dujaunal | N/A       | Agent municipal de la commune                                                     |
| 1804    | 1826          | René Hardou                           | N/A       | Agent municipal de la commune                                                     |
| 1826    | 1855          | Claude Brillet                        | N/A       | Agent municipal de la commune                                                     |
| 1855    | 1870          | Jean Bellanger                        | N/A       |                                                                                   |
| 1870    | 1872          | Louis Duvacher                        | N/A       |                                                                                   |
| 1872    | 1876          | Joseph Bellanger                      | N/A       |                                                                                   |
| 1876    | 1881          | Victor Duchene                        | N/A       |                                                                                   |
| 1881    | 1900          | Auguste Bellanger                     | N/A       |                                                                                   |
| 1900    | 1903          | Victor Eustache Andorin               | N/A       |                                                                                   |
| 1903    | 1906          | Alexis Robert                         | N/A       |                                                                                   |
| 1906    | 1927          | Victor René Andorin                   | N/A       |                                                                                   |
| 1938    | 1945          | Louis Esnault                         | N/A       |                                                                                   |
| 1945    | 1967          | Félix Feuvray                         | N/A       |                                                                                   |
| 1967    | 1994          | Marcel Hamard                         | N/A       |                                                                                   |
| 1995    | décembre 2016 | Marie-Jo Hamard,                      | DVD       | Comptable notariale, Présidente de la CC Conseillère générale puis départementale |

### Intercommunalité
La commune adhère, comme les autres communes du canton de Pouancé, à un Syndicat intercommunal à vocation multiple (SIVM) créé en 1966. Celui-ci devient la Communauté de communes de la région de Pouancé-Combrée en 1995.

## Population et société

### Évolution démographique
L'évolution du nombre d'habitants est connue à travers les recensements de la population effectués dans la commune depuis 1793. À partir du 1er janvier 2009, les populations légales des communes sont publiées annuellement dans le cadre d'un recensement qui repose désormais sur une collecte d'information annuelle, concernant successivement tous les territoires communaux au cours d'une période de cinq ans. 
Pour les communes de moins de 10 000 habitants, une enquête de recensement portant sur toute la population est réalisée tous les cinq ans, les populations légales des années intermédiaires étant quant à elles estimées par interpolation ou extrapolation. Pour la commune, le premier recensement exhaustif entrant dans le cadre du nouveau dispositif a été réalisé en 2006,.
En 2014, la commune comptait 406 habitants, en évolution de +14,69 % par rapport à 2009 (Maine-et-Loire : +3,3 %, France hors Mayotte : +2,49 %).
| 1793 | 1800 | 1806 | 1821 | 1831 | 1836 | 1841 | 1846 | 1851 |
| ---- | ---- | ---- | ---- | ---- | ---- | ---- | ---- | ---- |
| 802  | 457  | 694  | 682  | 666  | 803  | 778  | 742  | 791  |

| 1856 | 1861 | 1866 | 1872 | 1876 | 1881 | 1886 | 1891 | 1896 |
| ---- | ---- | ---- | ---- | ---- | ---- | ---- | ---- | ---- |
| 826  | 795  | 812  | 814  | 863  | 824  | 826  | 819  | 816  |

| 1901 | 1906 | 1911 | 1921 | 1926 | 1931 | 1936 | 1946 | 1954 |
| ---- | ---- | ---- | ---- | ---- | ---- | ---- | ---- | ---- |
| 757  | 737  | 720  | 652  | 645  | 638  | 635  | 580  | 591  |

| 1962 | 1968 | 1975 | 1982 | 1990 | 1999 | 2006 | 2011 | 2014 |
| ---- | ---- | ---- | ---- | ---- | ---- | ---- | ---- | ---- |
| 595  | 559  | 496  | 424  | 421  | 364  | 341  | 383  | 406  |

### Pyramide des âges
La population de la commune est relativement jeune. Le taux de personnes d'un âge supérieur à 60 ans (21,1 %) est en effet supérieur au taux national (21,6 %) tout en étant toutefois inférieur au taux départemental (21 %).	
Contrairement aux répartitions nationale et départementale, la population masculine de la commune est supérieure à la population féminine (52,8 % contre 48,4 % au niveau national et 48,6 % au niveau départemental).	
La répartition de la population de la commune par tranches d'âge est, en 2007, la suivante :	
- 52,8 % d’hommes (0 à 14 ans = 21,7 %, 15 à 29 ans = 18,3 %, 30 à 44 ans = 15,6 %, 45 à 59 ans = 22,8 %, plus de 60 ans = 21,7 %) ;
- 47,2 % de femmes (0 à 14 ans = 19,9 %, 15 à 29 ans = 13 %, 30 à 44 ans = 19,9 %, 45 à 59 ans = 26,7 %, plus de 60 ans = 20,4 %).

| Hommes | Classe d’âge | Femmes |
| ------ | ------------ | ------ |
| 0,6    | 90 ans ou +  | 0,6    |
| 6,1    | 75 à 89 ans  | 6,8    |
| 15,0   | 60 à 74 ans  | 13,0   |
| 22,8   | 45 à 59 ans  | 26,7   |
| 15,6   | 30 à 44 ans  | 19,9   |
| 18,3   | 15 à 29 ans  | 13,0   |
| 21,7   | 0 à 14 ans   | 19,9   |

| Hommes | Classe d’âge | Femmes |
| ------ | ------------ | ------ |
| 0,4    | 90 ans ou +  | 1,2    |
| 6,3    | 75 à 89 ans  | 9,2    |
| 11,8   | 60 à 74 ans  | 13,0   |
| 19,9   | 45 à 59 ans  | 19,4   |
| 20,6   | 30 à 44 ans  | 19,5   |
| 20,3   | 15 à 29 ans  | 19,1   |
| 20,6   | 0 à 14 ans   | 18,6   |

### Enseignement
Seule une école privée (Sainte-Elisabeth) accueille les enfants de maternelle et primaire. Les collèges se trouvent à Pouancé et les lycées se situent à Châteaubriant ou Segré.

### Santé
Il n'y a pas de médecin ni d'infirmier installé à Saint-Michel-et-Chanveaux. Les plus proches sont basés à Pouancé ou Combrée, l'hôpital est à Pouancé. Les cliniques les plus proches se situent à Châteaubriant ou Segré, de même que le service maternité.

### Autres équipements, commerces et tourisme
La commune dispose pour unique équipement sportif d'un terrain de football, d'une bibliothèque pour équipement culturel et d'une salle de fête d'une capacité de 200 personnes. Un restaurant fait également office de dépôt de pain et de café.
Pour le tourisme, la commune est affiliée à l'Office de Tourisme de l'Anjou bleu.
Une chambre d'hôtes et un gîte rural se trouve sur la commune.

## Économie
Selon l'INSEE, la commune comptait en 2009, hors exploitations agricoles, dix entreprises dont deux dans l'industrie, deux dans la construction et six dans le commerce, le transport, la réparation automobile et les services divers. Elles employaient, avec les exploitations agricoles, 13 salariés.
On comptait 49 exploitations agricoles en 2000. Le nombre d'exploitations a diminué entre 1988 et 2000, passant de 58 à 49, mais la superficie cultivée a, elle, augmenté dans cette période, passant de 2 030 hectares (moyenne 35 hectares par exploitation) à 2 414 hectares (49 hectares par exploitation). Quarante-deux exploitations élevaient des bovins, le nombre de tête augmentant de 3 481 à 4 179 entre 1988 et 2000, et vingt-sept des volailles, dont le nombre baisse de 8 005 à 7 071 sur la même période.

## Lieux et monuments
Le menhir de Pierre-Frite est un des plus grands de Maine-et-Loire. Il mesure 5,40 mètres de haut, et 7 mètres de circonférence à mi-hauteur. Il a été christianisé, et une Vierge a été placée dans une niche creusée dans le menhir. Plus loin, à environ 800 mètres, un second menhir a été trouvé.
L'église Saint-Michel date du XIIe siècle, comme en témoigne l'emploi de grès roussard dans les arcades. L'église s'adosse sur l'ancienne muraille du château. Le chœur et le transept ont été reconstruits au XIXe siècle. L'édifice est encore entouré de son cimetière.

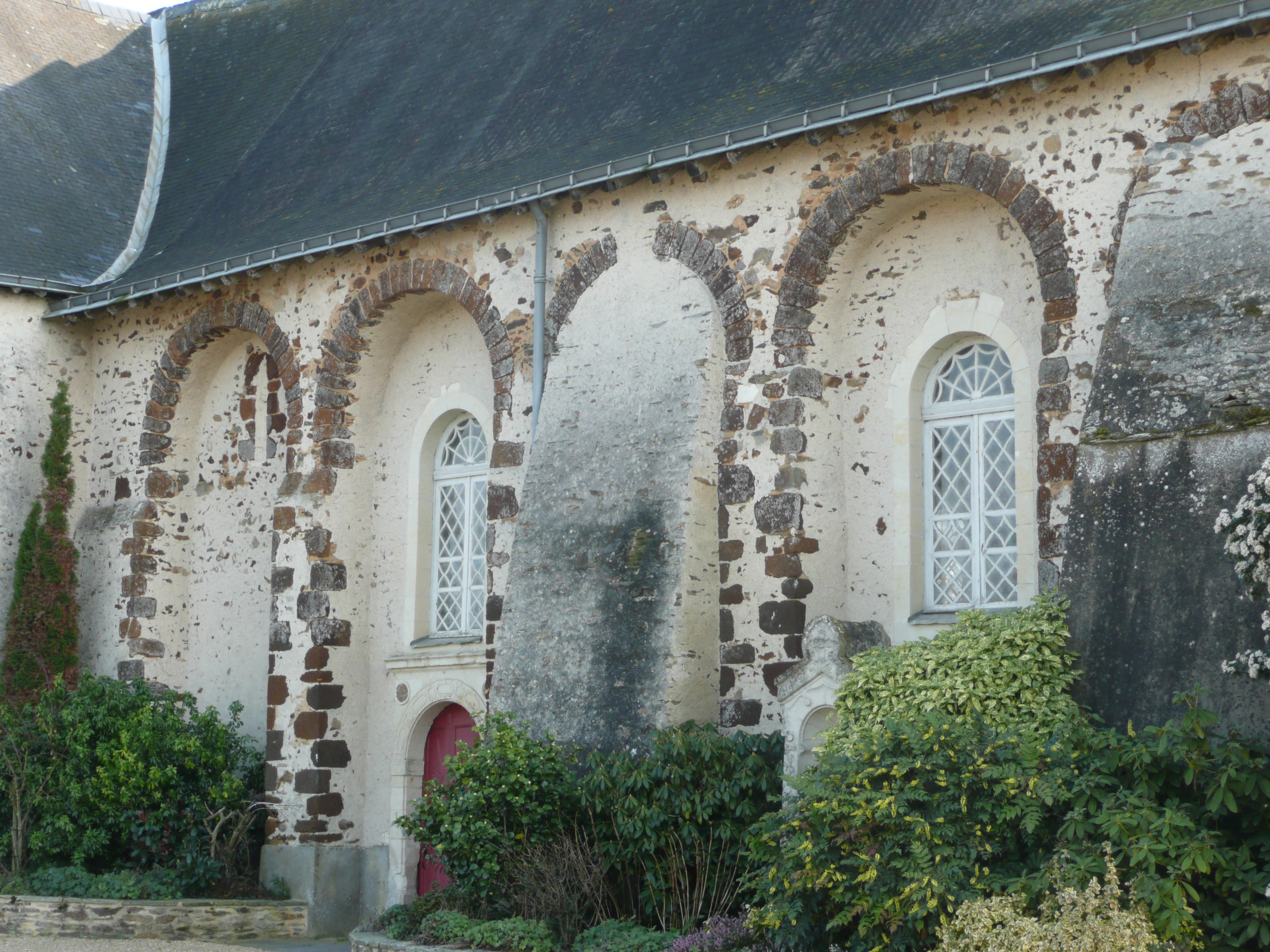
Arcades de l'église en grès roussard.
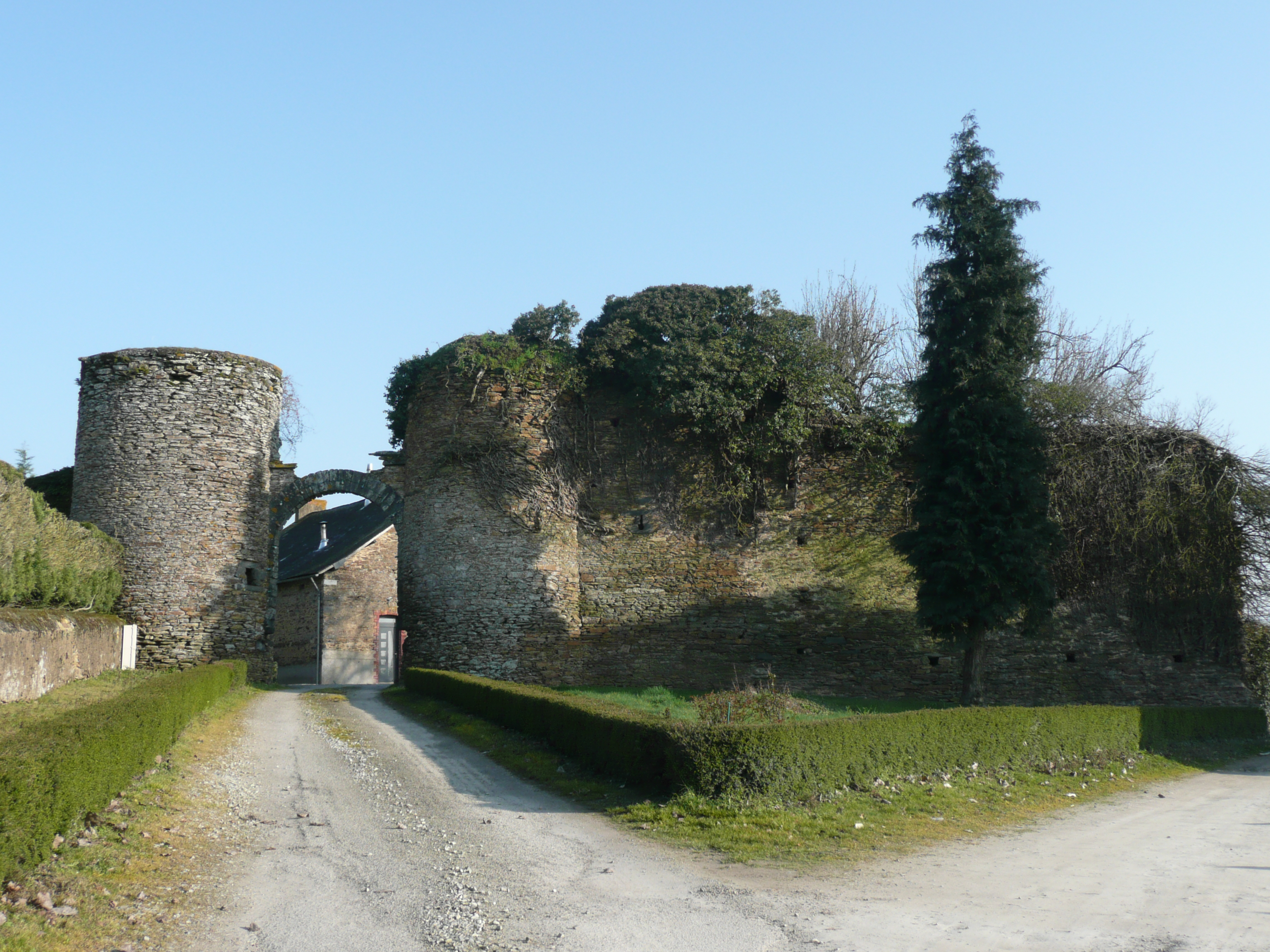
Ruines du château de Saint-Michel.
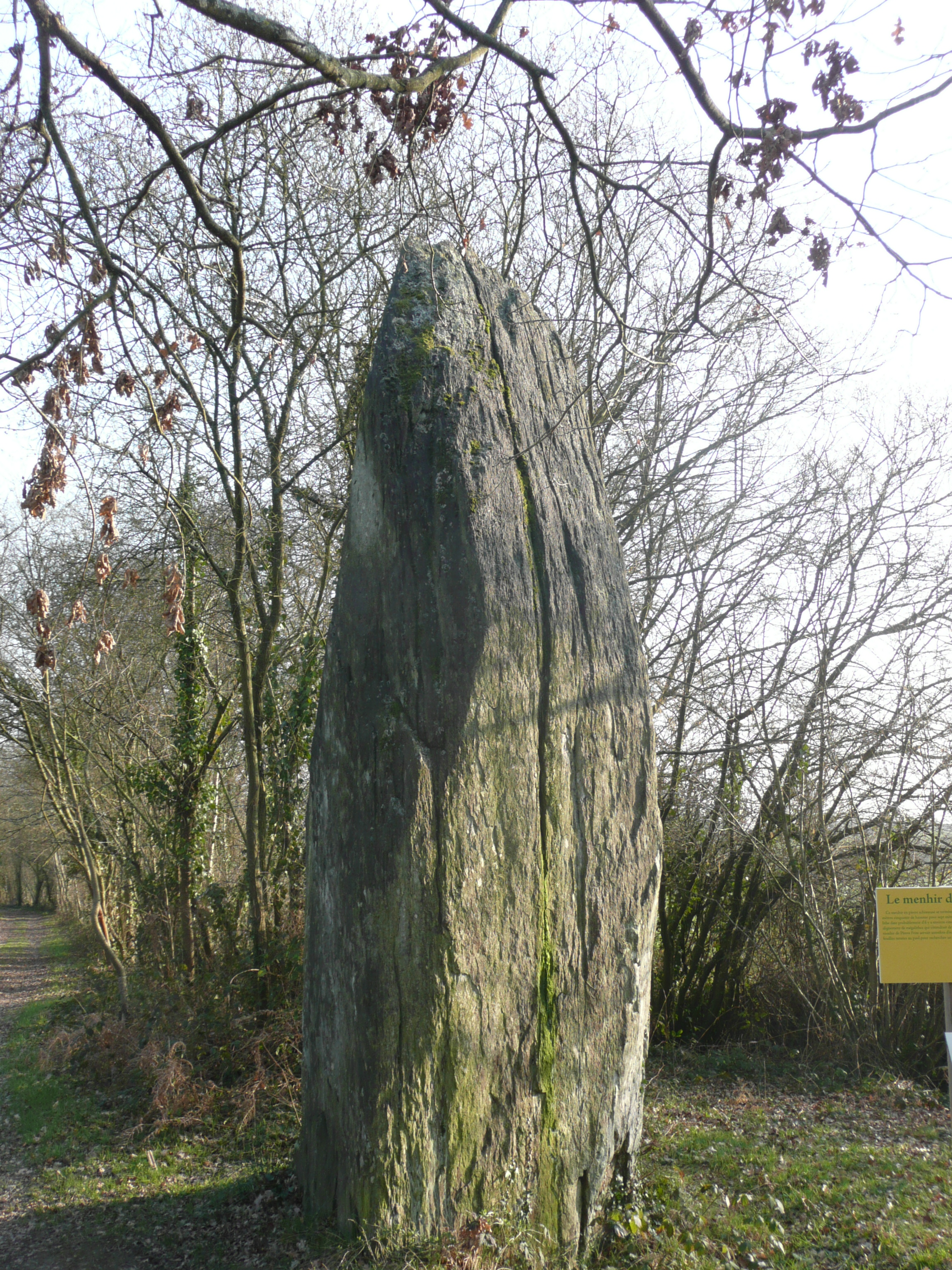
Menhir de Pierrefrite.